# 松坡ナル駅
松坡ナル駅（ソンパナルえき）は、大韓民国ソウル特別市松坡区にあるソウル地下鉄9号線の駅。駅番号は (934) 。

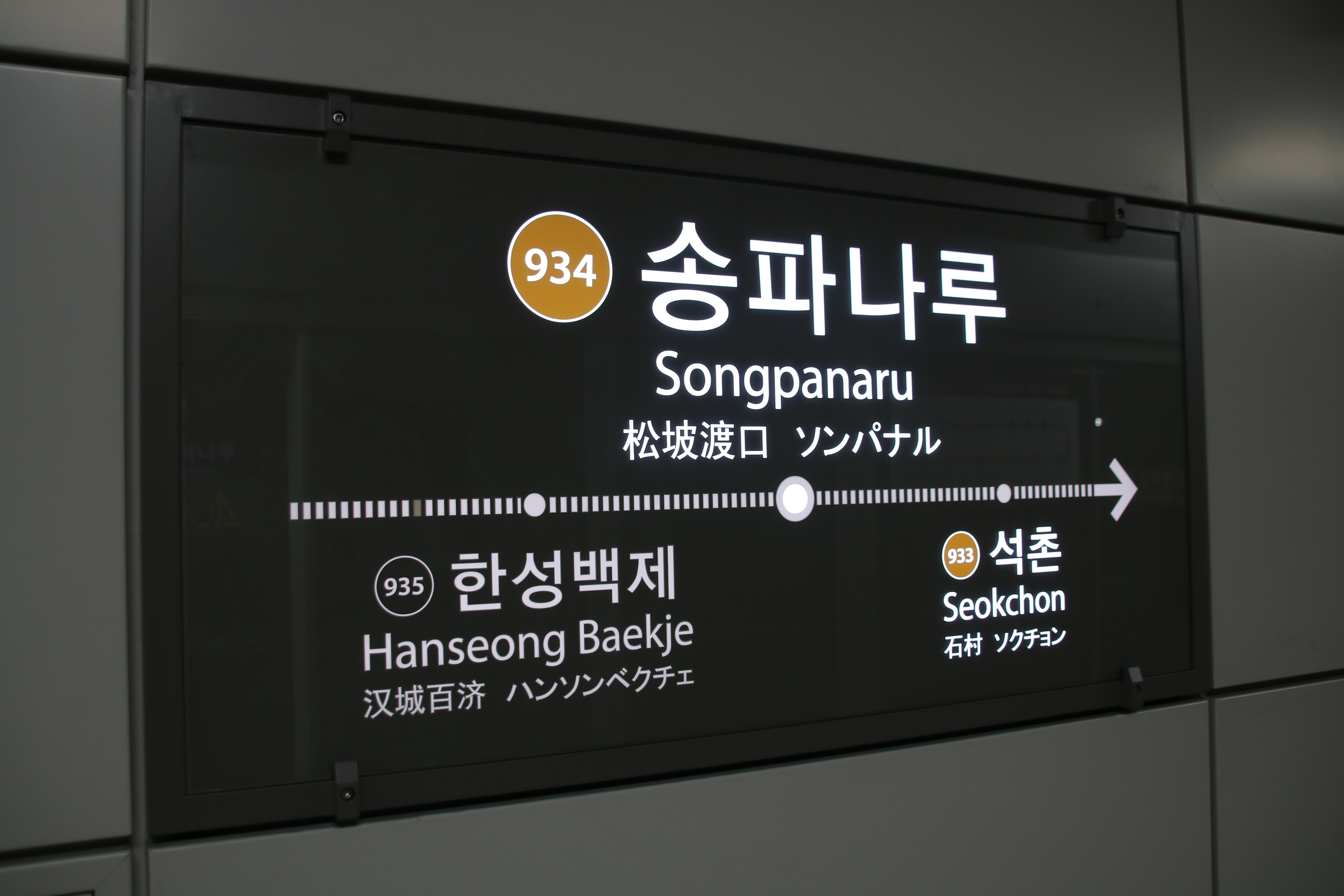
駅名標

## 駅構造

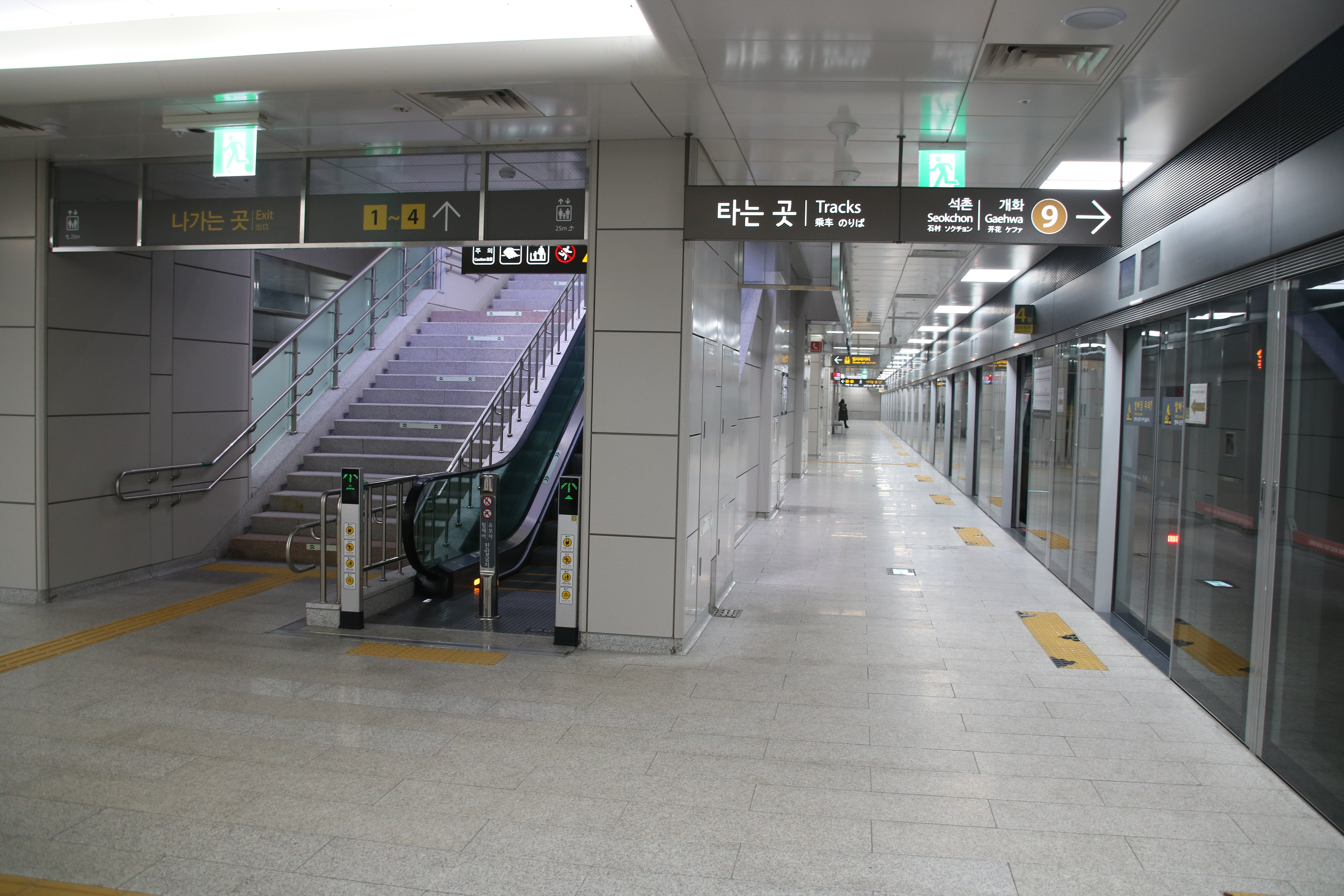
ホーム

島式ホーム1面4線（通過線あり）を有する地下駅で、スクリーンドアが設置されている。

### のりば
| 上り | 9号線 | 総合運動場駅・新論峴・金浦空港・開花方面     |
| 下り | 9号線 | オリンピック公園・遁村五輪・中央報勲病院方面 |

## 駅周辺
- ソウル芳荑洞古墳群（朝鮮語版）
- 芳荑市場
- 石村湖水 東湖

## 歴史
- 2018年8月9日 - 駅名を「松坡ナル駅」に確定[1]。
- 2018年12月1日 - 開業。

## 隣の駅
ソウル市メトロ9号線
●9号線
急行
通過
一般（各駅停車）
石村駅 (933) - 松坡ナル駅 (934) - 漢城百済駅 (935)